# Levigat
Levigatul este un lichid care, trecând printr-un material solid, a extras substanțe dizolvate sau aflate în suspensie . Este un termen tehnic utilizat pe scară largă în domeniul științei mediului, în sensul specific de lichid care a percolat un depozit de deșeuri, dizolvând sau antrenând substanțe nocive pentru mediu din materialul prin care a trecut. Levigatul poate fi ulterior eliminat sau menținut în depozit.
Levigatul este definit în multe lucrări științifice ca fiind lichidul generat prin intermediul infiltrării apei pluviale prin deșeurile solide depozitate facilitând transferul contaminanților din faza solidă în faza lichida și prin degradarea deșeurilor. Levigatul apare astfel la baza depozitelor de deșeuri, fiind recunoscut prin culoarea specifică maroniu-gălbuie. Compoziția și concentrația levigatului depind de diferitele condiții de mediu, iar compoziția chimică variază foarte mult, fiind influențată de vârsta și maturitatea depozitului de deșeuri.
Fără a utiliza apă în procesul tehnologic, de la depozitele de deșeuri menajere rezultă ape reziduale, așa numitul levigat sau lixiviat. Aceste ape reziduale rezultă în proporție de 20-30% din umiditatea deșeurilor depozitate în rampă (în speță a deșeurilor menajere și a celor de natură vegetală), restul de 70-80% provenind din apele meteorice care cad și percolează suprafața rampei, în drumul lor solubilizând și antrenând o multitudine de compuși organici și anorganici, funcție de natura deșeurilor și din apele pluviale care se scurg de pe versanți. Levigatul produs ca urmare a percolării deșeurilor menajere de către apele meteorice și rezultat din umiditatea deșeurilor – prin scurgere liberă spre aval – duce, prin infiltrare, la poluarea apei subterane, în speță a freaticului superficial, și a apelor de suprafață în care deversează. 

## Vezi și
- Percolare